# 陈冀胜
陈冀胜（1932年7月15日—2022年10月19日），男，天津人，中国军事医学与药物化学专家，中国工程院院士。

## 生平
1952年毕业于清华大学化学系。1999年当选为中国工程院院士。